# Žarko Vlaho
Žarko Vlaho (Mostar, 11. svibnja 1885. – Buenos Aires, 1. siječnja 1960.) je bio hrvatski pedagog, javni djelatnik, katolički intelektualac, profesor i novinar u „Mjesečniku Hrvatskoga pravničkog društva“ i „Hrvatskom gospodarstvu“, te aktivan član „HKAD Domagoj“. Završio je studij filozofije i ekonomije u Zagrebu, te diplomirao pravo u Beču.  Za vrijeme NDH-a bio je ravnatelj POHIT-a (Povlaštenog hrvatskog industrijsko-trgovačkog dioničkoga društva). Nakon emigracije u Argentinu 1947., u Buenos Airesu radio je kao knjigovođa, a njegovom zaslugom osnovano je društvo uzajamne pomoći za hrvatske prognanike i iseljenike. Iako se u izbjeglištvu politički nije mnogo isticao, bio je jako uključen u slanje novčane i socijalne pomoći Hrvatima u domovini.

## Život u domovini

### Obrazovanje
Rođen je u Mostaru 11. svibnja 1895., gdje je stekao osnovno i srednjoškolsko obrazovanje. Od gimnazijskih dana član Hrvatskog katoličkog pokreta i postao je član Hrvatskoga katoličkog seniorata. Nakon završenog studija filozofije u Zagrebu, studirao je pravo u Beču i ekonomiju u Zagrebu. Tijekom svoga školovanja naučio je i govorio šest jezika – njemački, francuski, mađarski, talijanski, latinski i španjolski. Nakon što se 1923. oženio Milkom Tadić radio je kao profesor u Livnu, a zatim i u Mostaru. 1934. se s obitelji preselio u Sarajevo, gdje je ostao živjeti do početka Drugog svjetskog rata radeći kao Pravni referent u „Šipadu“.

### Socijalni rad
Surađivao je s fra Dominikom Mandićem na razvijanju zadrugarstva u Hercegovini, o čemu svjedoči i fra Bonifacije Petrović u djelu „Hrvatski katolički pokret“, posebice u organiziranju hercegovačkih saditelja duhana, koji su bili teško pogođeni nametima i visokim kvotama koje im je odredila jugoslavenska vlast. Preko „Gospodarske zadruge“ je pribavljao hercegovačkim seljacima modru galicu i sumpor za vinogradarstvo. Zahvaljujući njegovom radu pomoć je novčano poticala mostarska Hrvatska katolička štedionica.

## Iseljenički život

### Italija
U svibnju 1945. tijekom sloma NDH nije želio otići u inozemstvo, unatoč opasnosti koja ga je čekala dolaskom komunista na vlast. Nakon što mu je prijatelj rekao „da je dovoljno da je vjernik, intelektualac i Hrvat da bude progonjen“, s najstarijim sinom otišao je u egzil. To se pokazalo kao vrlo pametnom odlukom, nakon saznanja da su petero Žarkove braće i svi njihovi sinovi, koji su ostali u Hrvatskoj, pobijeni. Za nekoliko mjeseci u Italiju je došla i njegova supruga s kćeri i mlađim sinom. Došavši u Rim, ponovno je djelovao s fra Dominikom Mandićem, s kojim je slao novčanu pomoć hrvatskim seljacima. Stanovao je s obitelji u Grottaferrati blizu Rima (Badia Greca da Grottaferata).

### Argentina
Na Staru godinu 1946. pošao je s obitelji brodom u Argentinu, nastanivši se u Buenos Airesu. Tamo se u privatnoj klinci zaposlio kao knjigovođa. Njegovom zaslugom u Argentini je osnovano društvo uzajamne pomoći za hrvatske prognanike i iseljenike. Pokrenuo je i vodio akciju za slanje paketa pomoći Hrvatima u domovini, posebno u Hercegovini. Umro je 1. siječnja 1960. u Buenos Airesu, kao jedan od zaslužnih ljudi „velike hrvatske kolonije u Argentini“, u kojoj je sve od osnutka samostalne hrvatske države bilo najjače uporište hrvatskog iseljeništva.

## Katoličko djelovanje
Od svojih mladih srednjoškolskih dana bio je aktivni član „HKAD Domagoj“ u širenju „domagojstva“ u Hercegovini, ali je kao i svi članovi „Domagoja“ podržavao osnutak „Orlova“, kojima je i dapače bio predsjednik do 1926., kada su ga jugoslavenske vlasti počele progoniti zbog privrženosti i vođenja mostarskog odjela Hrvatske pučke stranke. Sve vrijeme dijelovao je i kao član „Hrvatskog katoličkog seniorata“. Za njegov aktivno i predano katoličko djelovanje I. Lendić je zapisao: „Mnogostruk je bio taj rad, koji je on shvatio inteligentno, ispovijedajući svjedočanstvo za Krista... Svoju je mnogostranu aktivnost u Hercegovini razvijao s oduševljenjem i upornošću, koja je uz veliku ljubav prema Crkvi i narodu, bila osnovna njegova značaja.
Do 1926. je godine bio istovremeno i predsjednik lokalnog ogranka Hrvatske pučke stranke i lokalnog ogranka Hrvatskog orlovskog saveza.

## Novinarski rad
Tijekom Drugog svjetskog rata pisao je u „Mjesečniku Hrvatskoga pravničkoga društva“ i „Hrvatskom gospodarstvu“. U izbjeglištvu je u brošuri “Viribus unitis“ založio se za koncentraciju i koordinaciju svih političkih struja u hrvatskoj emigraciji oko Vladka Mačeka. Surađivao je u „domagojskom“ mostarskom tjedniku „Narodna sloboda“, koji je neko vrijeme uređivao kao predstavnik Hrvatske pučke stranke, čiji je aktivni član. Vladimir Lončarević zaključuje: „Bio je intelektualac, vjernik i Hrvat, što je odredilo njegovo djelovanje i sudbinu u burnim i teškim vremenima rata i poraća. Pripadao je domagojskoj duhovnoj eliti, koju teška vremena rata i poraća nisu slomila, nego je i u dalekom svijetu radio za svoju domovinu i narod vođena idealom kršćanske ljubavi, nastanivši tako veliko, a još slabo poznato djelo vjere započeto u sam osvit 20. stoljeća“.